# Jean-Paul Maho
Jean-Paul Maho (* 20. Februar 1945 in Lorient) ist ein ehemaliger französischer Radrennfahrer und nationaler Meister im Radsport.

## Sportliche Laufbahn
Maho war im Bahnradsport und im Straßenradsport aktiv. Er war Teilnehmer der Olympischen Sommerspiele 1976 in Montreal. Im Mannschaftszeitfahren kam Frankreich mit Claude Buchon, Loïc Gautier, Jean-Paul Maho und Jean-Michel Richeux auf den 20. Rang.
Auf der Straße gewann er die nationale Meisterschaft im Mannschaftszeitfahren 1975 mit Alain Meslet, Michel Le Denmat und Claude Buchon sowie 1976 mit Claude Buchon, Loïc Gautier und Jean-Michel Richeux. 1974 wurde er Dritter der Meisterschaft. 
1969 siegte er im Etappenrennen Ruban Granitier Breton. Dort holte er 1971 einen Etappensieg. Weitere Siege gelangen Maho im Triomphe breton und im Circuit de Bretagne-Sud (Gesamtsieg und ein Etappensieg) 1974, im Triomphe breton und Flèche finistérienne 1975, im Rennen Manche-Atlantique 1976 und 1977, Flèche finistérienne 1977 und Flèche de Locminé 1979.